# 神山まるごと高等専門学校
神山まるごと高等専門学校（かみやままるごとこうとうせんもんがっこう、英: Kamiyama Marugoto College of Design, Engineering and Entrepreneurship）は、徳島県名西郡神山町にキャンパスがある私立高等専門学校である。学校のウェブサイト等では神山まるごと高専という略称が用いられている。

## 概要
2019年、Sansan株式会社代表取締役社長の寺田親弘が中心となり「神山まるごと高専設立準備委員会」が設立され、開校へ至った。国内の高等専門学校としては19年ぶりの新設校である。
- 少人数（1学年あたり約40名、1クラス）での教育を行う[5]。
- 5年間の全寮制で、授業では現役の起業家を招くなどして起業家精神（アントレプレナーシップ、英: Entrepreneurship）を養う[6]。卒業生の4割が実際の起業家となることを目標として掲げている[7]。
- 企業版ふるさと納税（対象事業名：神山町まち・ひと・しごと創生推進事業　ひとづくり事業・子どもたちの将来の選択肢を広げる新たな学校への支援と協働）[8]を用いて設立された[9]。
- 企業や個人からの拠出金を一般社団法人の基金制度を活用して投資会社に委託して資産運用を行い、得た運用益を給付型奨学金として学生に支給するスキームを考案している[10]。
- 校歌「KAMIYAMA」は、UAが作詞を、坂本龍一が作曲を手掛けている[11][12]。坂本は開校前の2023年3月28日に死去（4月2日公表）しており、校歌は生涯最後の作曲作品となった[13]。坂本の没後、生前の意思に基づき網守将平が編曲を担当。同年8月10日に、完成した校歌が同校公式Webサイトで公開された[11][12]。

## 設置学科
- デザイン・エンジニアリング学科

## 沿革
- 2021年（令和3年）- 10月21日付けで文部科学大臣あてに神山まるごと高等専門学校の設置認可に係る申請を行う[14]。
- 2022年（令和4年）- 文部科学省の大学設置・学校法人審議会より審査判定が「可」とされる答申がなされる[2]。文部科学大臣より8月31日付けで設置が認可される[14]。
- 2023年（令和5年）- 4月2日に開校[15][16]。【1期生】最終合格者44名でスタート
- 2024年（令和6年）【2期生】最終合格者43名　入学時42名でスタート

|               | 1年         | 1年  | 1年  | 2年  | 2年  | 3年  | 3年  | 4年  | 4年  | 5年  | 5年  | 卒業後 | 卒業後 | 卒業後 |             | 教員          | 教員          |
|               | 最終 合格者 | 前期 | 後期 | 前期 | 後期 | 前期 | 後期 | 前期 | 後期 | 前期 | 後期 | 起業   | 就職   | 他     |             | 年度毎 教員数 | 備考          |
| ------------- | ----------- | ---- | ---- | ---- | ---- | ---- | ---- | ---- | ---- | ---- | ---- | ------ | ------ | ------ | ----------- | ------------- | ------------- |
| 2023年度1期生 | 44          | 44   | 43   | 42   |      |      |      |      |      |      |      |        |        |        |             | 18            |               |
| 2024年度2期生 | 43          | 42   |      |      |      |      |      |      |      |      |      |        |        |        |             | 16            | 2023末2名退職 |
| 2025年度3期生 | 44*         |      |      |      |      |      |      |      |      |      |      |        |        |        | *A27 B12 C5 |               |               |

## アクセス
- JR徳島線石井駅より車で30分。
- 徳島バス神山線・佐那河内線 徳島駅前13番のりばから神山高校前行きに乗車
  - 神山線（石井経由）の場合、「西上角中」バス停で下車すぐ。
  - 神山線（延命経由）または佐那河内線（中辺経由）の場合、「西上角」バス停で下車、徒歩5分。